# Seewalchen am Attersee
Seewalchen am Attersee osztrák mezőváros Felső-Ausztria Vöcklabrucki járásában. 2018 januárjában 5491 lakosa volt.

## Elhelyezkedése

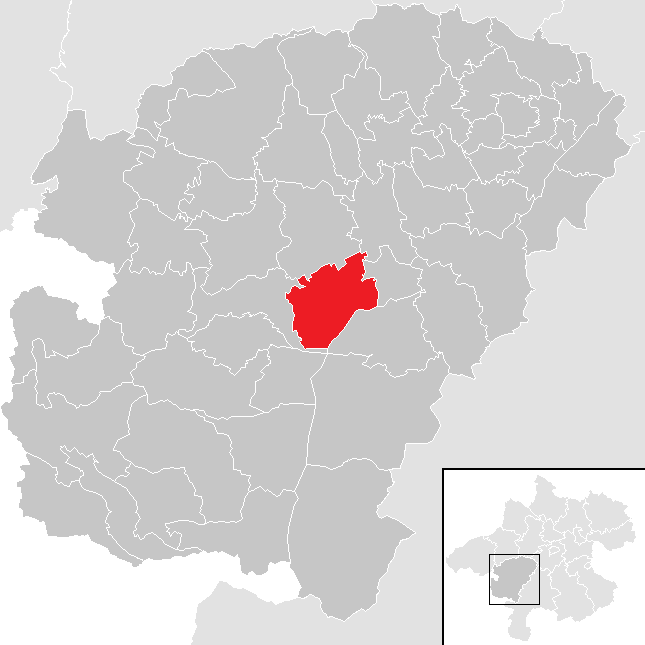
Seewalchen am Attersee a Vöcklabrucki járásban

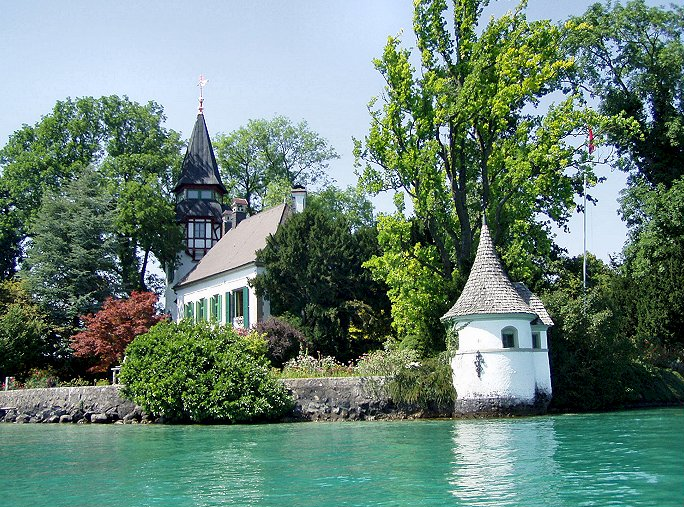
A litzlbergi kastély

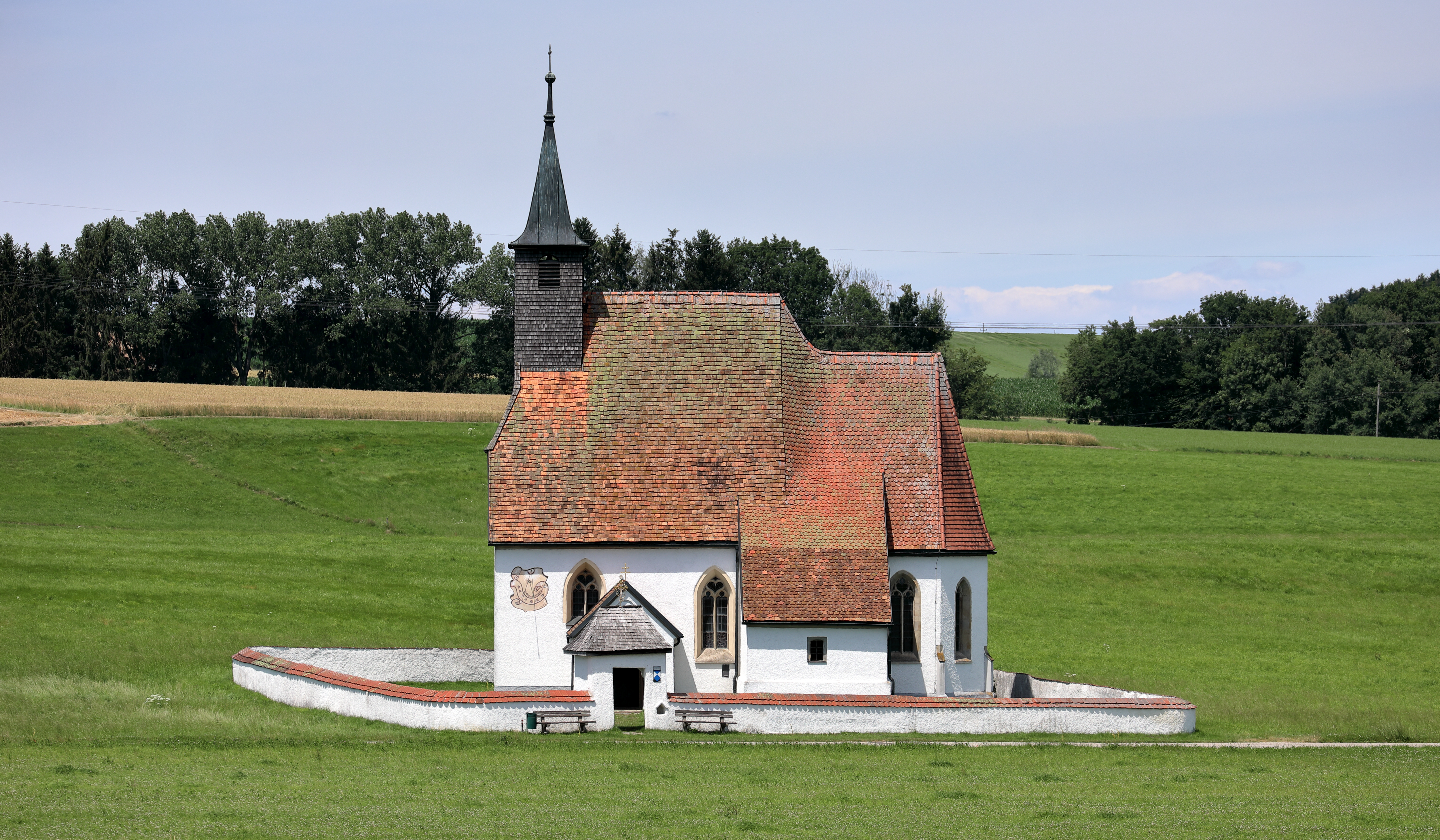
A kematingi Szt. Mihály-templom

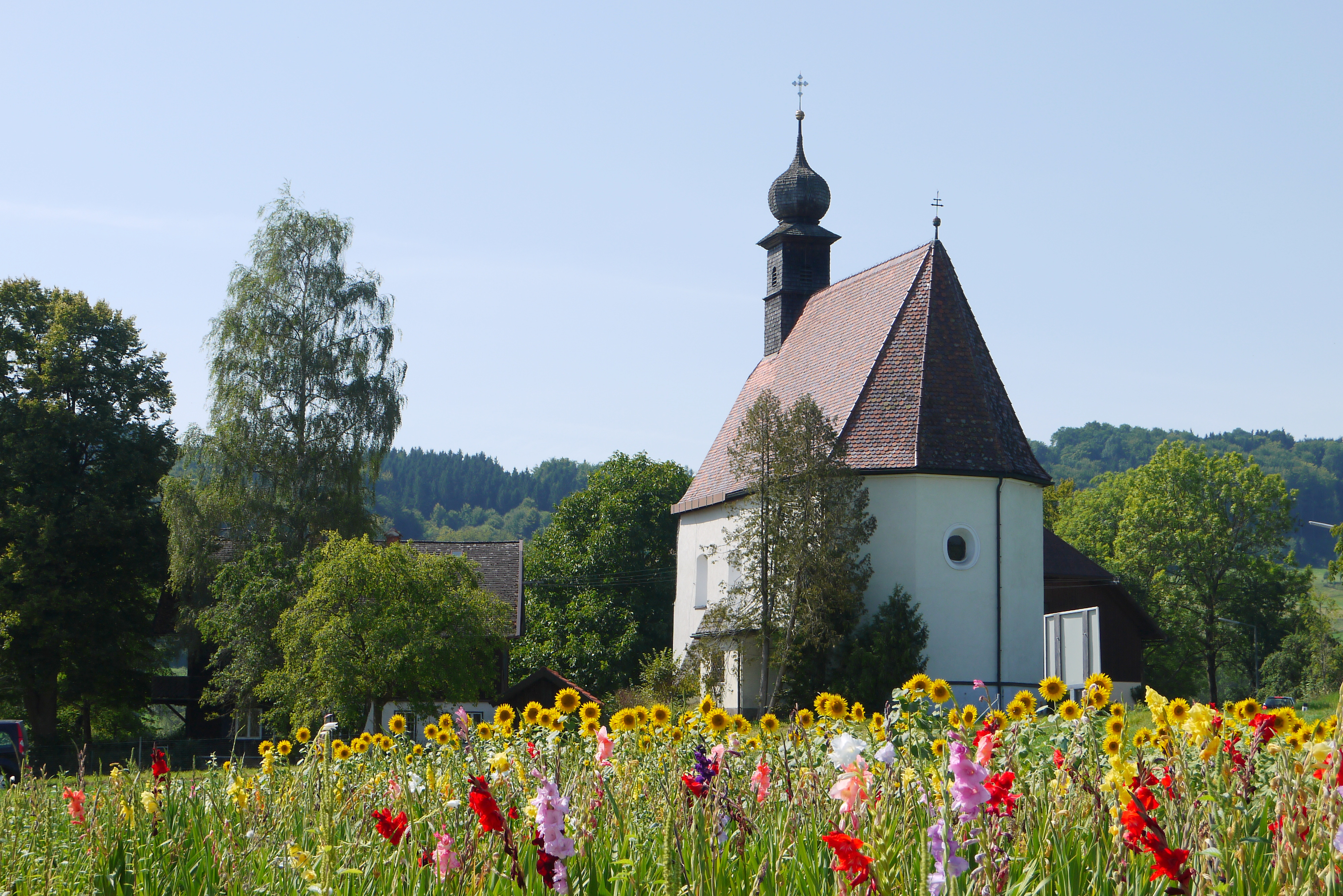
A buchbergi Szt. István-templom

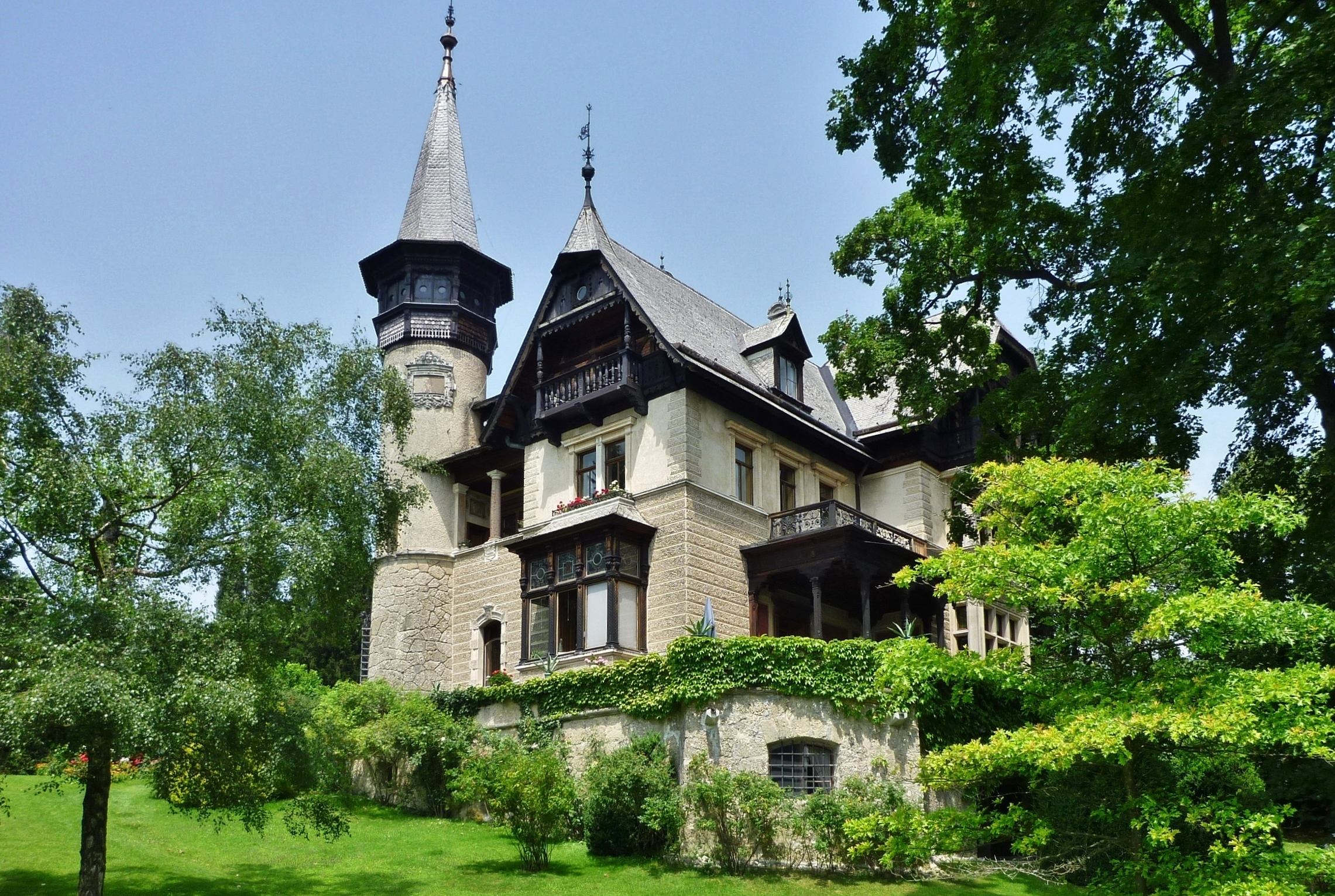
A Paulick-villa

Seewalchen am Attersee Felső-Ausztria Hausruckviertel régiójában helyezkedik el, az Attersee északi partján. Területének 12,1%-a erdő, 58,2% áll mezőgazdasági művelés alatt. Legmagasabb pontja 600 méterrel van a tengerszint fölött. Legfontosabb folyóvize a tó vizét levezető Ager, amely keleti határát alkotja. Délnyugati részén található a védett gerlhami láp. Az önkormányzat 18 településrészt és falut egyesít: Ainwalchen (73 lakos 2018-ban), Buchberg (122), Gerlham (154), Haidach (123), Haining (146), Kemating (148), Kraims (262), Litzlberg (244), Moos (34), Neißing (66), Neubrunn (137), Pettighofen (58), Reichersberg (89), Roitham (52), Seewalchen am Attersee (2780), Staudach (35), Steindorf (954) és Unterbuchberg (14). 
A környező önkormányzatok: északkeleten Timelkam, keleten Lenzing, délkeleten Schörfling am Attersee, délnyugaton Attersee am Attersee, nyugaton Berg im Attergau, északnyugaton Gampern.

## Története
Seewalchen területén az újkőkorban (i.e. 4000 és 3500 között) a cölöpházas kultúra képviselői éltek, akik házaikat a parthoz közel, a tófenékbe vert cölöpökre építették. A kultúra felső-ausztriai kutatása Seewalchenben kezdődött, amikor Gundaker Wurmbrand gróf 1870-ben feltárta az első házmaradványokat. A régészeti lelőhely ma az UNESCO Világörökségének része. A gerlhami lápban tőzegkitermelők bronzkori tárgyakat, egy övcsatot és egy hosszú tőrt találtak. Az i.e 5. századi korai kelta időszakból (La Tène-kultúra) egy sírra bukkantak a Seewalchen és Berg közötti erdőben.
A római korból szórványos leletek utalnak egy kisebb település létére, egy felirat a litzlbergi kastélyban és egy sírkő a templom falában, valamint egy tóparti kincslelet (100 ezüst denarius, néhány gyűrű és karkötő) az i. sz. 2. századból. 
A seewalcheni helynevek többségükben bajor eredetűek; a germán bajorok 500-550 között vándoroltak a térségbe, miután a rómaiak 488-ban kiürítették a provinciát. A megmaradt romanizált lakosság településeit "walchennek" nevezték, innen ered a mezőváros neve ("tóparti falu"). A legkorábban említett helynevek Steindorf i. sz. 750-ben, Ainwalchen 807-ben és Kemating 822-ben. Seewalchen 1135-ben szerepel először a dokumentumokban. Az egyházközség feltehetően már Nagy Károly korában is önálló volt, amikor megtérítettek a helyi lakosságot; védőszentje alapján feltételezik, hogy a templomot is ekkoriban alapították. A mai templomépület 1476-ban készült el.
Az önkormányzat területe a kremsmünsteri, mondseei és michaelbeuerni apátságok között oszlott meg. A plébánia az utóbbi felügyelete alá tartozott egészen 1983-ig, amikor is átkerült a Linzi egyházmegyéhez.
A napóleoni háborúk során Seewalchent többször is megszállták a franciák. 1918 után Felső-Ausztria tartományhoz sorolták, majd az 1938-as Anschluss után a Német Birodalom Oberdonaui gaujának volt a része. A település eredetileg jórészt mezőgazdaságból élt, egy kis papírmalomról is történt említés. A 19. század második felétől tehetős linzi és bécsi családok kezdtek villákat építeni a tóparton és az idegenforgalom a második világháború után gyors ütemben fejlődött.   
1956-ban menekült erdélyi szászok telepedtek meg a Rosenau városrészben, itt épült meg az evangélikus templom három évvel később.

## Lakosság
A Seewalchen am Attersee-i önkormányzat területén 2018 januárjában 5491 fő élt. A lakosságszám 1900 óta lendületesen gyarapszik. 2015-ben a helybeliek 93,7%-a volt osztrák állampolgár; a külföldiek közül 2,3% a régi (2004 előtti), 1,7% az új EU-tagállamokból érkezett. 1,3% a volt Jugoszlávia (Szlovénia és Horvátország nélkül) vagy Törökország, 0,8% egyéb országok polgára. 2001-ben a lakosok 69,6%-a római katolikusnak, 16,3% evangélikusnak, 2% mohamedánnak, 8,5% pedig felekezeten kívülinek vallotta magát. Ugyanekkor 21 magyar élt a mezővárosban. A legnagyobb nemzetiségi csoportot a német (95,1%) mellett a horvátok alkották 1,2%-kal).  

## Látnivalók
- a Szt. Jakab-plébániatemplom
- a késő gótikus Szt. Mihály-templom Kematingban
- a Szt. István-templom Buchbergben
- a litzlbergi kastély
- a Gamerith-villát a modernista Ernst Plischke tervezte
- Gustav Klimt tematikus ösvény

## Testvértelepülések
- Freyung (Németország)

## Fordítás
- Ez a szócikk részben vagy egészben  a   Seewalchen am Attersee című német Wikipédia-szócikk ezen változatának fordításán alapul.  Az eredeti cikk szerkesztőit annak laptörténete sorolja fel. Ez a jelzés csupán a megfogalmazás eredetét és a szerzői jogokat jelzi, nem szolgál a cikkben szereplő információk forrásmegjelöléseként.